# هوری (ناحیه کارلووی واری)
هوری (به چکی: Hory) یک منطقهٔ مسکونی در جمهوری چک است که در ناحیه کارلووی واری واقع شده‌است. هوری ۷٫۸۷ کیلومتر مربع مساحت و ۲۲۴ نفر جمعیت دارد و ۵۲۲ متر بالاتر از سطح دریا واقع شده‌است.